# Kintzheim
Kintzheim település Franciaországban, Bas-Rhin megyében. Lakosainak száma 1691 fő (2022. január 1.). Kintzheim Châtenois, Orschwiller, Sélestat, La Vancelle és Lièpvre községekkel határos.

## Népesség
A település népességének változása:
| Lakosok száma | 1593 | 1612 | 1652 | 1639 | 1644 | 1660 | 1670 | 1680 | 1691 |
|               | 2013 | 2015 | 2016 | 2017 | 2018 | 2019 | 2020 | 2021 | 2022 |